# 擅長捉弄人的高木同學
《擅長捉弄人的高木同學》是由日本漫畫家山本崇一朗創作的少年漫畫作品，起初於日本漫畫雜誌《月刊少年Sunday》2012年7月號上推出單篇，之後在《月刊少年Sunday-mini》2號〈Sunday 2013年7號 附錄別冊〉開始連載。內容描述著女中學生高木，平時對她鄰座的男學生西片進行各種捉弄的愛情喜劇。
漫畫在推出後，系列的單行本有在2021年累積到1000萬冊以上的銷售量，並獲得了小學館漫畫賞少年部門獎項榮譽。此漫畫的衍生作品《擅長捉弄人的（前）高木同學》是由稻葉光史作畫，內容敘述高木和西片在結婚後的故事。另外，山本崇一朗有創作以高木和西片同班同學的三位女孩美奈、早苗、友加里為主角的漫畫《明天星期六》，該部漫畫跟《擅長捉弄人的高木同學》同樣有衍生作品，是由壽壽結麻創作的《愛上談戀愛的友加里》。
以本作改編的電子遊戲方面，有Jorudan公司在Android與iOS手機平台上推出的《高木同學的捉弄對決》，或是KAYAC公司在虛擬實境產品網站Oculus旗下商城與數位發行平台Steam上推出的《擅長捉弄人的高木同學VR》，以及Toho Games的《擅長捉弄人的高木同學 心動紀錄》等等。
2023年9月，宣布改編真人電視劇於2024年3月於TBS電視台播出。後更改於4月播出。
2023年11月28日，宣布改編真人電影預定於2024年5月31日公開上映。

## 故事簡介
本作品敘述一名普通的男子中學生西片，和一位古靈精怪的女同學高木同班且座位相鄰，兩人之間打打鬧鬧的日常校園生活。他們平時坐在教室後面的位子、回家行經的路上、空地等等，都是他們經常用來互相較勁的地點。
高木經常捉弄遲鈍的西片，把他耍得面紅耳赤。儘管西片總是想著設法對高木捉弄回去的主意，但始終在反應機靈的高木面前以失敗告終。高木的內心裡，其實暗戀著西片，她盼望著有一天，西片能夠了解到她內心對他的真正想法並主動回應。

## 登場人物
以下列出的配音聲優，如無特殊說明，均為電視動畫版及電影版的日語聲優；列出的演員分別為真人電視劇和真人電影的日本演員。
高木（配音：高橋李依、加藤英美里，演員：月島琉衣、永野芽郁）
13歲，O型血。是個行為如大人般穩重，成績為全校前十，體育方面也表現良好的優等生。平時的嗜好是閱讀漫畫書和散步，也擅長做出爆笑的鬼臉。
在內心裡，她愛慕著坐在鄰座的西片，並覺得對方在驚慌時的反應相當有趣，因此喜歡以各種方法來捉弄他，也常藉此行為來間接透露出對西片的喜愛。
雖然平時總是占上風地捉弄西片，但內心一直希望西片能注意到她內心真正的思緒，而等待著西片主動對她做出回應的時刻。在漫畫正篇最終話（176話）夏季祭典正式接受西片的告白，表達自己也喜歡他的想法。
她在未來與西片結婚後生下了一名女兒小千，並在家裡擔任家庭主婦。
西片（配音：梶裕貴、齊藤壯馬、岩端卓也，演員：黑川想矢、高橋文哉）
13歲。是個性格單純，容易害羞、驚慌失措的少年。私底下喜歡漫畫、電玩，並且是愛情漫畫《單戀100%》的忠實書迷。
在上學的每一天，他總是被坐在鄰座的高木給捉弄，雖然時常想著捉弄回去的計劃，但都是落得被高木給反將一軍的下場。後來為了激勵自己而設下懲罰機制，若是被高木捉弄，當天就要做被整次數好幾倍的俯卧撑。
入學式因將高木遺失的手帕送去辦公室而遲到。與高木來往的過程中，縱使對於自己總是被捉弄的情況感到不服氣（O型血的人不服输的性格），內心也逐漸產生出對高木的喜愛，时不时身体会流露出来对她的感情。在漫畫正篇最終話（176話）夏季祭典正式向高木告白獲得接受，正式確認情侶關係。
他在未來與高木結婚後一起組成家庭，並在過去青年時就讀的中學裡擔任體育導師。
日日野美奈（配音：小原好美）
山本崇一朗作品《明天星期六》的主角之一，她也跟山本崇一朗另部作品《札月家的小杏子》裡的日日野遙是表親關係。
性格開朗、天真、傻氣，時時刻刻都充滿活力。喜歡吃東西，對於烹飪料理或是家務方面相當在行。
她在未來結婚後生下了3名孩子，並且在高木和西片的女兒就讀的幼稚園裡擔任導師。
月本早苗（配音：小倉唯）
同為《明天星期六》的主角之一。相當熱愛跑步，有加入校內的田徑社，另外有一個在同間就讀中學裡當體育老師的姐姐。
性格隨性，常擺著不流露內心情緒的撲克臉。平常喜歡故意痛捏美奈的臉頰，但內心重視著她們之間的友情。
她在未來成為作家，並且成長為有1米7以上的高挑身材。
天川友加里／天川由加里（配音：M·A·O）
同為《明天星期六》的主角之一。常擔任制止早苗亂捏美奈的協調者，也常幫她們兩人應付功課上的問題。
性格認真，在校成績不差，在班上擔任班長。她內心渴望著能談上一場青春般的戀愛，因此羨慕高木和西片之間的關係。
她在未來成為一名上班族，並且成功和心儀的對象結婚，但因為對往後新婚生活過於緊張而容易陷入憂鬱情緒。
中井（配音：内田雄馬）
西片班上的朋友，個性爽朗、率直，和同班的女學生真野交往中。会为了不让真野送给自己的巧克力被没收而对老师撒谎。時常對真野表現的不是很積極。
他在未來與真野結婚，並且和西片相同都在過去就讀的中學裡擔任數學導師。
真野（配音：小岩井小鳥）
高木班上的朋友，個性內向、容易害羞。会因为主动邀请中井而感到不好意思，也会因为自己穿泳装都没有誇獎一下而感到生氣。
她與中井交往的過程裡發展穩定，但常煩惱中井未對她的愛慕做出更積極的回應。
濱口（配音：内山昂輝）
西片學校的朋友，喜歡北条同學，時常煩惱如何在北条面前展現出更成熟的模樣。和北條是小學同學，並從小就是鄰居。
北条（配音：悠木碧）
西片學校的女學生，有著如大人般成熟的美少女。雖然常透露自己喜歡的類型是成熟的人，但害怕眾人發現到她自己其實不擅長戀愛。
木村（配音：落合福嗣）
西片班上的朋友，外觀肥胖、喜歡吃喝的少年。平時常向朋友分享古怪的話題或趣事。亦是西片和高木的月老。
高尾（配音：岡本信彦）
西片班上的朋友，戴著眼镜、大门牙模樣的少年，外号為「保健体育大王」。他內心對月本早苗有些意思。
鹰川堇（配音：朝日奈丸佳）
高木班上的好友，常紮馬尾。興趣和高木一樣喜歡散步，並且擅長塔羅牌占卜。
田邊老師（配音：田所陽向）
西片就讀學校的班級教师，外表嚴肅、要求嚴格，生起氣時相當恐怖，也具備粗中有細的內在。曾看見西片的鬼臉時會笑，但馬上就意識到是上課時間而對西片訓話。他之後與月本早苗的姐姐結婚。
西片千（配音：宮本侑芽、高橋李依）
西片和高木在未來結婚後生下的女兒。外觀與母親高木相似，個性則和父親西片一樣容易驚慌不知所措。
她与父母之間感情相當好，小時喜欢和母親一起捉弄父親，但也常被母親戲弄。
喜歡的食物是栗子饅頭之類的點心，討厭的食物是青椒。長大後的興趣和母親相同喜歡閱讀漫畫和散步。
大代（配音：上村祐翔）
一名小千小時在公園玩耍中認識的男孩，個性冷靜，從來沒被小千的捉弄手法給上當。
他在未來就讀中學時與小千在同一班級，之後有與小千慢慢發展出微妙的感情。

## 創作
本作的前身，是山本崇一朗在《月刊少年Sunday》2012年7月號上刊出的8頁單篇《換座位》。該篇劇情是男學生西片因視力不好，在學校沒有換前座的機會，因此總是被跟他視力一樣不好、坐在他旁邊的女學生高木找機會捉弄。當時山本在人體比例的畫風較偏向寫實，高木的表情也比現今連載版看起來壞心眼許多。到了2013年4月，山本在《月刊少年Sunday-mini》上創作了另一個短篇《放學走路回家》，內容為名叫美奈、早苗、友加里是3名個性完全不同；但感情很好的女中學生，一篇她們在夏日散步回家時發生的故事。
之後山本獲得以高木與西片為主題連載的機會，從2013年7月起，在《月刊少年Sunday》的附錄別冊上發表《擅長捉弄人的高木同學》。連載時山本另有引用之前在《放學走路回家》裡出現的美奈等3名女中學生，安排在作品中出現。
發表《擅長捉弄人的高木同學》後幾個月，山本在《月刊少年Sunday》上推出了另一個作品《札月家的小杏子》。另外以美奈等3名女中學生為主角的漫畫不久也獲得到連載的機會，於2014年11月在讀賣中高生新聞上以《明天星期六》的作品名稱推出。山本將這三篇作品架構在同一個世界觀，讓一些角色之間彼此有關連性。
有別於在初期較寫實的畫風，山本在連載本作時調整畫風，將高木的頭形畫得較圓，眼睛的位置也調整在面孔中心偏下方，調整成娃娃臉的風格。

## 出版書籍

### 單行本
《擅長捉弄人的高木同學》單行本的首發，是在2014年6月1日由小學館推出，在2016年年底時，已經出版的4冊單行本的銷售成績累積到突破100萬本。在2018年2月，全系列單行本來到400萬本以上的販售數量。2021年，則超過1000萬本以上。在2017年由全國書店票選的推薦漫畫裡，本作獲得第1名的排名。其他像是2018年Book Rank統計的年度前500名暢銷漫畫排行榜中，當時系列單行本的1到9冊皆有列在榜內。
此漫畫在日本海外的發行方面，有尖端出版代理的繁體中文版、以及Yen Press授權發行的英語版等等。
| 冊數 | 小學館         | 小學館                           | 尖端出版       | 尖端出版                            |
| 冊數 | 發售日期       | ISBN                             | 發售日期       | ISBN / EAN                          |
| ---- | -------------- | -------------------------------- | -------------- | ----------------------------------- |
| 1    | 2014年6月12日  | ISBN 978-4-09-125015-5           | 2019年11月26日 | EAN 471-122-858-166-5               |
| 2    | 2014年11月12日 | ISBN 978-4-09-125527-3           | 2019年5月22日  | EAN 471-296-635-902-8               |
| 3    | 2015年12月11日 | ISBN 978-4-09-126650-7           | 2019年6月28日  | EAN 471-296-635-951-6               |
| 4    | 2016年10月12日 | ISBN 978-4-09-127389-5           | 2019年6月12日  | EAN 471-296-635-942-4               |
| 5    | 2017年2月10日  | ISBN 978-4-09-127541-7           | 2019年6月28日  | EAN 471-296-635-952-3               |
| 6    | 2017年8月8日   | ISBN 978-4-09-941894-6（特別版） | 2019年8月13日  | EAN 471-296-635-322-4（特裝版）     |
| 6    | 2017年8月10日  | ISBN 978-4-09-127730-5           | 2019年8月13日  | EAN 471-122-858-060-6               |
| 7    | 2017年12月8日  | ISBN 978-4-09-943002-3（特別版） | 2021年1月25日  | ISBN 978-957-108-145-8              |
| 7    | 2017年12月12日 | ISBN 978-4-09-128062-6           | 2021年1月25日  | ISBN 978-957-108-145-8              |
| 8    | 2018年2月7日   | ISBN 978-4-09-943003-0（特別版） | 2019年10月15日 | EAN 471-296-635-644-7（特裝版）     |
| 8    | 2018年2月9日   | ISBN 978-4-09-128152-4           | 2019年10月15日 | EAN 471-122-858-120-7               |
| 9    | 2018年7月12日  | ISBN 978-4-09-943016-0（特別版） | 2019年7月23日  | ISBN 978-957-108-644-6              |
| 9    | 2018年7月12日  | ISBN 978-4-09-128330-6           | 2019年7月23日  | ISBN 978-957-108-644-6              |
| 10   | 2019年2月12日  | ISBN 978-4-09-943042-9（特別版） | 2019年9月16日  | ISBN 978-957-108-716-0              |
| 10   | 2019年2月12日  | ISBN 978-4-09-128860-8           | 2019年9月16日  | ISBN 978-957-108-716-0              |
| 11   | 2019年7月4日   | ISBN 978-4-09-943054-2（特別版） | 2020年2月4日   | ISBN 978-957-106-604-2              |
| 11   | 2019年7月4日   | ISBN 978-4-09-129287-2           | 2020年2月4日   | ISBN 978-957-106-604-2              |
| 12   | 2019年12月12日 | ISBN 978-4-09-129526-2           | 2020年7月31日  | ISBN 978-957-109-034-4              |
| 13   | 2020年3月12日  | ISBN 978-4-09-943065-8（特別版） | 2021年2月8日   | ISBN 978-957-109-296-6              |
| 13   | 2020年3月12日  | ISBN 978-4-09-850034-5           | 2021年2月8日   | ISBN 978-957-109-296-6              |
| 14   | 2020年8月12日  | ISBN 978-4-09-850210-3           | 2021年6月17日  | ISBN 978-626-302-707-7              |
| 15   | 2021年2月12日  | ISBN 978-4-09-943082-5（特別版） | 2022年2月10日  | ISBN 978-626-316-402-4              |
| 15   | 2021年2月12日  | ISBN 978-4-09-850449-7           | 2022年2月10日  | ISBN 978-626-316-402-4              |
| 16   | 2021年9月10日  | ISBN 978-4-09-850691-0           | 2022年8月2日   | ISBN 978-626-338-057-8              |
| 17   | 2022年1月12日  | ISBN 978-4-09-850848-8           | 2023年2月2日   | EAN 471-122-858-906-7（通路特裝版） |
| 17   | 2022年1月12日  | ISBN 978-4-09-850848-8           | 2023年2月2日   | ISBN 978-626-356-018-5              |
| 18   | 2022年6月8日   | ISBN 978-4-09-943113-6（特別版） | 2023年7月28日  | EAN 471-770-229-512-7（通路特裝版） |
| 18   | 2022年6月8日   | ISBN 978-4-09-851171-6           | 2023年7月28日  | ISBN 978-626-356-864-8              |
| 19   | 2023年3月10日  | ISBN 978-4-09-943127-3（特別版） | 2024年2月1日   | EAN 471-770-229-604-9（通路特裝版） |
| 19   | 2023年3月10日  | ISBN 978-4-09-851763-3           | 2024年2月1日   | ISBN 978-626-377-588-6              |
| 20   | 2024年1月12日  | ISBN 978-4-09-943148-8（特別版） | 2025年2月20日  | EAN 471-770-229-740-4（完結特裝版） |
| 20   | 2024年1月12日  | ISBN 978-4-09-853097-7           | 2025年2月20日  | ISBN 978-626-403-440-1              |

| 名稱（原名）                                               | 出版社   | 发售日期      | ISBN                   |
| ---------------------------------------------------------- | -------- | ------------- | ---------------------- |
| 《擅長捉弄人的高木同學 山本崇一朗畫集》（）                | 小學館   | 2018年8月9日  | ISBN 978-4-09-199056-3 |
| 《擅長捉弄人的高木同學 山本崇一朗畫集》（）                | 尖端出版 | 2019年8月2日  | ISBN 978-9-57-108649-1 |
| 《擅長捉弄人的高木同學 動畫官方導覽&山本崇一朗畫集2》（）  | 小學館   | 2019年7月12日 | ISBN 978-4-09-199060-0 |
| 《擅長捉弄人的高木同學 動畫官方導覽&山本崇一朗畫集2》（）  | 尖端出版 | 2022年12月7日 | ISBN 978-6-26-338071-4 |
| 《擅長捉弄人的高木同學 動畫官方導覽2&山本崇一朗畫集3》（） | 小學館   | 2022年7月8日  | ISBN 978-4-09-199074-7 |

| 名稱（原名）                                                 | 出版社   | 发售日期      | ISBN                   |
| ------------------------------------------------------------ | -------- | ------------- | ---------------------- |
| 《擅長捉弄人的高木同學 動畫回顧傑作選》（）                  | 小學館   | 2018年1月29日 | ISBN 978-4-09-128186-9 |
| 《擅長捉弄人的高木同學 官方FANBOOK：高木同學攻略作戰！》（） | 小學館   | 2018年2月9日  | ISBN 978-4-09-128151-7 |
| 《擅長捉弄人的高木同學 官方FANBOOK：高木同學攻略作戰！》（） | 尖端出版 | 2019年9月16日 | ISBN 978-9-57-108648-4 |

以《擅長捉弄人的高木同學》裡的美奈、早苗、友加里3人為主角的漫畫《明天星期六》，小學館在2015年12月11日推出單行本。該系列一共發行「春‧夏」、「秋‧冬」兩冊，其中在「春‧夏」該冊裡有收錄《明天星期六》的前身作品《放學走路回家》。
| 冊數  | 小學館         | 小學館                 | 東立出版社   | 東立出版社             |
| 冊數  | 發售日期       | ISBN                   | 發售日期     | ISBN                   |
| ----- | -------------- | ---------------------- | ------------ | ---------------------- |
| 春‧夏 | 2015年12月11日 | ISBN 978-4-09-126659-0 | 2017年8月3日 | ISBN 978-986-482-961-3 |
| 秋‧冬 | 2016年2月12日  | ISBN 978-4-09-126660-6 | 2017年8月3日 | ISBN 978-986-482-960-6 |

### 延伸作品
在2017年1月期間，《月刊少年Sunday》舉辦了名為高木同學盃的特別企劃，活動內容是募集以高木同學為題材創作的延伸漫畫，並挑選合適的作品來討論以連載形式發行。企劃結果選拔出稻葉光史與壽壽結麻，兩位作者的創作，在2017年夏季開始，分別在Manga-One網站與《月刊少年Sunday》雜誌上連載。
兩位作者所構思的作品、稻葉光史的《擅長捉弄人的（前）高木同學》是以西片與高木在成年結婚生下女兒小千後，三人的生活趣事為劇情。壽壽結麻的《愛上談戀愛的友加里》是以《明天星期六》的天川友加里為主角，描述著友加里從各種場合情況來聯想到她內心嚮往的戀愛話題，以及她與好友美奈、早苗之間的日常生活。
| 冊數 | 小學館         | 小學館                 | 尖端出版       | 尖端出版               |
| 冊數 | 發售日期       | ISBN                   | 發售日期       | ISBN                   |
| ---- | -------------- | ---------------------- | -------------- | ---------------------- |
| 1    | 2017年12月12日 | ISBN 978-4-09-128070-1 | 2019年7月30日  | ISBN 978-957-108-645-3 |
| 2    | 2018年2月9日   | ISBN 978-4-09-127675-9 | 2019年7月30日  | ISBN 978-957-108-646-0 |
| 3    | 2018年7月12日  | ISBN 978-4-09-128402-0 | 2019年7月30日  | ISBN 978-957-108-647-7 |
| 4    | 2019年2月12日  | ISBN 978-4-09-128875-2 | 2020年12月16日 | ISBN 978-957-109-245-4 |
| 5    | 2019年3月12日  | ISBN 978-4-09-129085-4 | 2021年5月7日   | ISBN 978-957-109-741-1 |
| 6    | 2019年7月4日   | ISBN 978-4-09-129286-5 | 2021年6月17日  | ISBN 978-626-302-709-1 |
| 7    | 2019年11月12日 | ISBN 978-4-09-129465-4 | 2022年3月16日  | ISBN 978-626-316-566-3 |
| 8    | 2020年1月10日  | ISBN 978-4-09-129570-5 | 2022年4月13日  | ISBN 978-626-316-717-9 |
| 9    | 2020年8月12日  | ISBN 978-4-09-850212-7 | 2022年12月7日  | ISBN 978-626-338-604-4 |
| 10   | 2020年8月12日  | ISBN 978-4-09-850216-5 | 2023年4月28日  | ISBN 978-626-356-431-2 |
| 11   | 2021年2月12日  | ISBN 978-4-09-850450-3 | 2024年5月14日  | ISBN 978-626-377-834-4 |
| 12   | 2021年9月10日  | ISBN 978-4-09-850692-7 | 2024年10月18日 | ISBN 978-626-403-236-0 |
| 13   | 2021年11月12日 | ISBN 978-4-09-850796-2 | 2025年3月12日  | ISBN 978-626-403-633-7 |
| 14   | 2022年1月12日  | ISBN 978-4-09-850847-1 |                |                        |
| 15   | 2022年2月10日  | ISBN 978-4-09-850849-5 |                |                        |
| 16   | 2022年6月8日   | ISBN 978-4-09-851170-9 |                |                        |
| 17   | 2023年3月10日  | ISBN 978-4-09-851762-6 |                |                        |
| 18   | 2023年3月10日  | ISBN 978-4-09-851765-7 |                |                        |
| 19   | 2024年1月12日  | ISBN 978-4-09-853098-4 |                |                        |
| 20   | 2024年3月12日  | ISBN 978-4-09-853185-1 |                |                        |
| 21   | 2024年5月10日  | ISBN 978-4-09-853332-9 |                |                        |
| 22   | 2024年9月11日  | ISBN 978-4-09-853582-8 |                |                        |
| 23   | 2024年10月11日 | ISBN 978-4-09-853652-8 |                |                        |

| 冊數 | 小學館         | 小學館                 | 東立出版社    | 東立出版社             |
| 冊數 | 發售日期       | ISBN                   | 發售日期      | ISBN                   |
| ---- | -------------- | ---------------------- | ------------- | ---------------------- |
| 1    | 2018年2月9日   | ISBN 978-4-09-128187-6 | 2019年10月4日 | ISBN 978-957-263-254-3 |
| 2    | 2018年7月12日  | ISBN 978-4-09-128403-7 | 2020年9月3日  | ISBN 978-957-263-255-0 |
| 3    | 2019年2月12日  | ISBN 978-4-09-128876-9 |               |                        |
| 4    | 2019年12月12日 | ISBN 978-4-09-129528-6 |               |                        |
| 5    | 2020年8月12日  | ISBN 978-4-09-850214-1 |               |                        |

## 獎項提名
| 年份   | 屆數   | 獎項                              | 類別            | 結果           |
| ------ | ------ | --------------------------------- | --------------- | -------------- |
| 2016年 | 第2屆  | 下一部漫畫大賞                    | 漫畫部門        | 提名作品第18名 |
| 2016年 | 第1屆  | Miyawaki Comic Awards（ミヤコミ） | 無分類          | 獲獎           |
| 2017年 | 第10屆 | 漫畫大賞                          | -               | 提名作品第10名 |
| 2021年 | 第66屆 | 小學館漫畫賞                      | 少年向部門      | 獲獎           |
| 2024年 |        | 「BookLive!讀者票選」             | 校園·青春漫畫類 | 提名作品第4名  |

## 真人電視劇
改編真人電視劇於2024年4月2日至5月21日在TBS電視台「Drama Stream」時段播出，由月島琉衣和黑川想矢主演。2024年3月26日起，此節目於日本及部分中文地區Netflix先行上架。

## 真人電影
改編真人電影預定於2024年5月31日公開上映，由永野芽郁主演、高橋文哉共演。

## 廣播
第1季電視動畫開始播放的當週，網路電台節目《擅長捉弄人的高「橋」同學廣播》也順勢推出，廣播內容由負責高木同學配音的高橋李依擔任主持，於2018年1月10日至2018年4月4日在音泉電台放送。配合第2季動畫的廣播節目，則是在2019年7月3日至2019年10月2日期間公開。
無線廣播方面，高橋李依於2022年1月7日至7月1日的每週五凌晨12點30分期間，在bayfm廣播公司上主持名為《擅長捉弄人的高木同學 深夜的心動廣播》節目，來發表對於第3季各集內容的感想。

## 電子遊戲
Jorudan公司於2019年的夏季期間，配合《擅長捉弄人的高木同學》的電視動畫第2季播出，在Android與iOS手機平台上推出名為《高木同學的捉弄對決》的電子遊戲。遊玩方法是設法在與高木的猜拳比賽中刻意輸掉，輸掉後獲得的點數可以去換取閱覽電視動畫的原畫、設計草圖等獎項。遊戲也附帶擴增實境的功能，可在手機攝影畫面裡觀看高木同學出現在現實環境裡的模樣。不過此遊戲在2020年6月30日當天，停止了遊戲的營運服務。
另一款遊戲《擅長捉弄人的高木同學VR》，是由KAYAC公司在虛擬實境產品網站Oculus的旗下商城，以及數位發行平台Steam上推出，內容是能讓玩家透過頭戴顯示裝置來與虛擬的高木同學互動為其特色。該遊戲於2020年5月21日推出「第一學期」內容，之後在2020年12月3日發行「第二學期」，增加更多遊玩選項。玩法上是讓玩家扮演西片，來與虛擬的高木同學進行釣魚、撲克牌、推雪人等各種互相較勁的比賽，來看誰能夠在比賽裡獲勝。
東寶旗下的遊戲部門TOHO Games也有在2022年推出手機遊戲《擅長捉弄人的高木同學 心動紀錄》，遊戲內容是高木同學因為要參加卡拉OK比賽而開始練習歌唱，玩家要在高木同學演唱電視動畫裡出現的曲子時，配合節奏點擊畫面上出現的心動符號，在玩家成積累積到符合的條件後，就可以獲得遊戲版特別收錄的翻唱歌曲、以及原創的故事劇情。
另外在2022年電視動畫第3季的最後一集裡，有段內容是西片設計了一個有著許多謎題、要讓高木同學挑戰的遊戲「西片鬥惡龍」。在節目播放結束後，動畫的官方網站也特定打造了網頁遊戲版本的「西片鬥惡龍」，並提供免費遊玩。

## 腳註

### 來源
1. ↑  . www.netflix.com.   [2025-05-01]. （原始内容存档于2024-11-26） （英语）.
2. ↑  . www.zoommovie.com.   [2025-05-01]. （原始内容存档于2025-05-01） （中文（中国大陆））.
3. 1 2  . Natalie. 2014-06-12  [2016-11-26]. （原始内容存档于2016-11-27） （日语）.
4. 1 2  . Oricon. 2021-09-01  [2021-10-28]. （原始内容存档于2021-09-02） （日语）.
5. ↑  . Natalie. 2021-01-20  [2021-06-19]. （原始内容存档于2021-02-11） （日语）.
6. 1 2 3  . Natalie. 2017-07-12  [2021-06-19]. （原始内容存档于2017-08-05） （日语）.
7. 1 2  . GameBiz. 2019-08-21  [2021-06-19]. （原始内容存档于2019-11-15） （日语）.
8. 1 2 3  山崎健太郎. . AV Watch. 2020-05-22  [2021-06-19]. （原始内容存档于2020-06-27） （日语）.
9. 1 2  . 4Gamer.net. 2022-03-04  [2022-04-03]. （原始内容存档于2022-03-06） （日语）.
10. 1 2 3 4  . ORICON NEWS. 2023-09-27  [2023-09-27]. （原始内容存档于2024-01-06） （日语）.
11. 1 2 3 4  . ORICON NEWS. 2023-11-28  [2023-11-28]. （原始内容存档于2023-12-04）.
12. 1 2  .   [2016-04-11]. （原始内容存档于2020-08-29）.
13. 1 2  .   [2017-02-10]. （原始内容存档于2022-11-14）.
14. 1 2  .   [2017-02-14]. （原始内容存档于2022-11-14）.
15. 1 2 3 4 5 6 7 8 9 10 11 12 13  . TV動畫《擅長捉弄人的高木同學》官方網站.   [2018-07-29]. （原始内容存档于2018-07-16） （日语）.
16. 1 2  .   [2016-04-11]. （原始内容存档于2020-08-29）.
17. ↑  官方FANBOOK 高木同學攻略作戰！：〈高木同學 人物介紹〉，15頁
18. ↑  ，33頁
19. ↑  ，32頁
20. 1 2 3 4  官方FANBOOK 高木同學攻略作戰！：〈其他角色介紹〉，103頁
21. ↑  官方FANBOOK 高木同學攻略作戰！：〈西片 人物介紹〉，22頁
22. 1 2  ，36至37頁
23. ↑  . BiBi. 2018-10-12  [2021-06-19]. （原始内容存档于2019-08-16） （日语）.
24. 1 2 3 4 5 6 7  ，40頁
25. 1 2 3  ，42頁
26. ↑  官方FANBOOK 高木同學攻略作戰！：〈其他角色介紹〉，101頁
27. 1 2  ，43頁
28. ↑  朝日奈丸佳. . 朝日奈丸佳的官方Twitter. 2019-09-15  [2019-09-16]. （原始内容存档于2019-09-15） （日语）.
29. ↑  ，44頁
30. ↑  官方FANBOOK 高木同學攻略作戰！：〈其他角色介紹〉，102頁
31. ↑  . YouTube.   [2020-04-02]. （原始内容存档于2018-07-25）.
32. ↑  . . TSUTAYA. 2017-12-15  [2021-06-19]. （原始内容存档于2020-10-20） （日语）.
33. 1 2 3 4  . . rooVer. 2017-01-31  [2021-06-19]. （原始内容存档于2017-11-09） （日语）.
34. ↑  . 月刊少年Sunday. 2013-03-18  [2021-06-19]. （原始内容存档于2017-07-07） （日语）.
35. ↑  大路實歩子. . Excite. 2017-07-12  [2021-06-19]. （原始内容存档于2021-06-12） （日语）.
36. ↑  . Natalie. 2013-08-12  [2021-06-19]. （原始内容存档于2021-01-27） （日语）.
37. ↑  . 寶島社. 2016-01-19  [2021-06-19]. （原始内容存档于2017-07-01） （日语）.
38. ↑  官方FANBOOK 高木同學攻略作戰！：〈製作花絮〉，122頁
39. ↑  . Natalie. 2016-12-19  [2021-06-19]. （原始内容存档于2016-12-19） （日语）.
40. ↑  . Mantan-Web. 2018-02-09  [2021-06-19]. （原始内容存档于2019-05-02） （日语）.
41. ↑  . Natalie. 2017-02-01  [2021-06-19]. （原始内容存档于2021-02-04） （日语）.
42. ↑  . Book Rank. 2018-11-24  [2021-06-19]. （原始内容存档于2020-10-05） （日语）.
43. ↑  . GNN新聞網. 2016-11-16  [2021-06-20]. （原始内容存档于2021-06-20） （中文（臺灣））.
44. ↑  . 動畫新聞網. 2017-11-18  [2021-06-20]. （原始内容存档于2018-03-05） （英语）.
45. ↑  . 小学館.   [2024-06-06]. （原始内容存档于2024-05-29） （日语）.
46. ↑  . 尖端.   [2024-06-06] （中文（臺灣））.
47. ↑  . 小学館.   [2024-06-06]. （原始内容存档于2022-12-25） （日语）.
48. ↑  . 尖端.   [2024-06-06] （中文（臺灣））.
49. ↑  . 小学館.   [2024-06-06] （日语）.
50. ↑  . 尖端.   [2024-06-06] （中文（臺灣））.
51. ↑  . 小学館.   [2024-06-06]. （原始内容存档于2022-10-26） （日语）.
52. ↑  . 尖端.   [2024-06-06] （中文（臺灣））.
53. ↑  . 小学館.   [2024-06-06]. （原始内容存档于2022-10-25） （日语）.
54. ↑  . 尖端.   [2024-06-06] （中文（臺灣））.
55. ↑  . 小学館.   [2024-06-06] （日语）.
56. ↑  . 尖端.   [2024-06-06] （中文（臺灣））.
57. ↑  . 小学館.   [2024-06-06] （日语）.
58. ↑  . 小学館.   [2024-06-06]. （原始内容存档于2022-10-25） （日语）.
59. ↑  . 尖端.   [2024-06-06]. （原始内容存档于2024-06-06） （中文（臺灣））.
60. ↑  . 小学館.   [2024-06-06]. （原始内容存档于2022-10-26） （日语）.
61. ↑  . 小学館.   [2024-06-06] （日语）.
62. ↑  . 尖端.   [2024-06-06]. （原始内容存档于2024-06-06） （中文（臺灣））.
63. ↑  . 小学館.   [2024-06-06]. （原始内容存档于2022-10-25） （日语）.
64. ↑  . 小学館.   [2024-06-06]. （原始内容存档于2023-08-29） （日语）.
65. ↑  . 小学館.   [2024-06-06] （日语）.
66. ↑  . 尖端.   [2024-06-06] （中文（臺灣））.
67. ↑  . 小学館.   [2024-06-06]. （原始内容存档于2022-10-25） （日语）.
68. ↑  . 小学館.   [2024-06-06]. （原始内容存档于2022-10-25） （日语）.
69. ↑  . 尖端.   [2024-06-06] （中文（臺灣））.
70. ↑  . 小学館.   [2024-06-06]. （原始内容存档于2024-04-22） （日语）.
71. ↑  . 小学館.   [2024-06-06] （日语）.
72. ↑  . 尖端.   [2024-06-06] （中文（臺灣））.
73. ↑  . 小学館.   [2024-06-06] （日语）.
74. ↑  . 尖端.   [2024-06-06] （中文（臺灣））.
75. ↑  . 小学館.   [2024-06-06]. （原始内容存档于2022-10-25） （日语）.
76. ↑  . 小学館.   [2024-06-06] （日语）.
77. ↑  . 尖端.   [2024-06-06] （中文（臺灣））.
78. ↑  . 小学館.   [2024-06-06]. （原始内容存档于2022-10-25） （日语）.
79. ↑  . 尖端.   [2024-06-06] （中文（臺灣））.
80. ↑  . 小学館.   [2024-06-06] （日语）.
81. ↑  . 小学館.   [2024-06-06] （日语）.
82. ↑  . 尖端.   [2024-06-06]. （原始内容存档于2024-06-06） （中文（臺灣））.
83. ↑  . 小学館.   [2024-06-06]. （原始内容存档于2024-07-24） （日语）.
84. ↑  . 尖端.   [2024-06-06] （中文（臺灣））.
85. ↑  . 小学館.   [2024-06-06]. （原始内容存档于2022-10-25） （日语）.
86. ↑  . 尖端.   [2024-06-06] （中文（臺灣））.
87. ↑  . 尖端.   [2024-06-06] （中文（臺灣））.
88. ↑  . 小学館.   [2024-06-06]. （原始内容存档于2022-06-25） （日语）.
89. ↑  . 小学館.   [2024-06-06] （日语）.
90. ↑  . 尖端.   [2024-06-06] （中文（臺灣））.
91. ↑  . 尖端.   [2024-06-06] （中文（臺灣））.
92. ↑  . 小学館.   [2024-06-06]. （原始内容存档于2023-03-10） （日语）.
93. ↑  . 小学館.   [2024-06-06]. （原始内容存档于2024-05-28） （日语）.
94. ↑  . 尖端.   [2024-06-06] （中文（臺灣））.
95. ↑  . 尖端.   [2024-06-06] （中文（臺灣））.
96. ↑  . 小学館.   [2024-06-06]. （原始内容存档于2024-01-15） （日语）.
97. ↑  . 小学館.   [2024-06-06]. （原始内容存档于2024-08-02） （日语）.
98. ↑  . 尖端出版.   [2025-02-20]. （原始内容存档于2025-02-24）.
99. ↑  . 尖端出版.   [2025-02-20]. （原始内容存档于2025-03-19）.
100. ↑  . 小学館.   [2024-12-13]. （原始内容存档于2024-12-14） （日语）.
101. ↑  . 尖端出版.   [2024-12-13]. （原始内容存档于2025-02-22）.
102. ↑  . 小学館.   [2024-12-13]. （原始内容存档于2025-02-22） （日语）.
103. ↑  . 尖端出版.   [2024-12-13]. （原始内容存档于2024-12-13）.
104. ↑  . 小学館.   [2024-12-13]. （原始内容存档于2024-12-13） （日语）.
105. ↑  . Amazon.co.jp.   [2024-12-13]. （原始内容存档于2025-02-22） （日语）.
106. ↑  . 小学館.   [2024-12-13]. （原始内容存档于2025-03-21） （日语）.
107. ↑  . 尖端出版.   [2024-12-13]. （原始内容存档于2025-03-20）.
108. 1 2  . Natalie. 2015-12-11  [2021-06-19]. （原始内容存档于2015-12-15） （日语）.
109. ↑  . Natalie. 2016-02-12  [2021-06-19]. （原始内容存档于2017-03-01） （日语）.
110. ↑  . 小学館.   [2024-06-06] （日语）.
111. ↑  . 東立.   [2024-06-06]. （原始内容存档于2024-06-06） （中文（臺灣））.
112. ↑  . 東立.   [2024-06-06]. （原始内容存档于2024-06-06） （中文（臺灣））.
113. ↑  . 小学館.   [2024-06-06] （日语）.
114. ↑  . Natalie. 2017-01-12  [2021-06-19]. （原始内容存档于2017-03-01） （日语）.
115. ↑  . 小学館.   [2024-06-06]. （原始内容存档于2022-03-19） （日语）.
116. ↑  . 尖端.   [2024-06-07] （中文（臺灣））.
117. ↑  . 尖端.   [2024-06-07]. （原始内容存档于2024-06-07） （中文（臺灣））.
118. ↑  . 尖端.   [2024-06-07]. （原始内容存档于2024-06-07） （中文（臺灣））.
119. ↑  . 小学館.   [2024-06-06]. （原始内容存档于2022-03-19） （日语）.
120. ↑  . 小学館.   [2024-06-06]. （原始内容存档于2022-03-19） （日语）.
121. ↑  . 小学館.   [2024-06-06]. （原始内容存档于2022-03-19） （日语）.
122. ↑  . 尖端.   [2024-06-07]. （原始内容存档于2024-06-07） （中文（臺灣））.
123. ↑  . 小学館.   [2024-06-06]. （原始内容存档于2022-03-19） （日语）.
124. ↑  . 尖端.   [2024-06-07]. （原始内容存档于2024-06-07） （中文（臺灣））.
125. ↑  . 小学館.   [2024-06-06]. （原始内容存档于2022-03-19） （日语）.
126. ↑  . 尖端.   [2024-06-07] （中文（臺灣））.
127. ↑  . 小学館.   [2024-06-06]. （原始内容存档于2022-03-19） （日语）.
128. ↑  . 尖端.   [2024-06-07] （中文（臺灣））.
129. ↑  . 小学館.   [2024-06-06]. （原始内容存档于2022-03-19） （日语）.
130. ↑  . 尖端.   [2024-06-06]. （原始内容存档于2024-06-06） （中文（臺灣））.
131. ↑  . 小学館.   [2024-06-06]. （原始内容存档于2022-03-19） （日语）.
132. ↑  . 尖端.   [2024-06-06] （中文（臺灣））.
133. ↑  . 小学館.   [2024-06-06]. （原始内容存档于2022-03-19） （日语）.
134. ↑  . 尖端.   [2024-06-06] （中文（臺灣））.
135. ↑  . 小学館.   [2024-06-06]. （原始内容存档于2022-03-19） （日语）.
136. ↑  . 尖端.   [2024-06-06] （中文（臺灣））.
137. ↑  . 小学館.   [2024-06-06]. （原始内容存档于2022-03-19） （日语）.
138. ↑  . 尖端.   [2024-06-06] （中文（臺灣））.
139. ↑  . 小学館.   [2024-06-06] （日语）.
140. ↑  . 尖端出版.   [2025-03-12]. （原始内容存档于2025-03-19）.
141. ↑  . 小学館.   [2024-06-06]. （原始内容存档于2022-03-19） （日语）.
142. ↑  . 小学館.   [2024-06-06]. （原始内容存档于2022-03-19） （日语）.
143. ↑  . 小学館.   [2024-06-06]. （原始内容存档于2022-06-03） （日语）.
144. ↑  . 小学館.   [2024-06-06]. （原始内容存档于2023-03-06） （日语）.
145. ↑  . 小学館.   [2024-06-06]. （原始内容存档于2023-03-10） （日语）.
146. ↑  . 小学館.   [2024-06-06]. （原始内容存档于2023-12-14） （日语）.
147. ↑  . 小学館.   [2024-06-06]. （原始内容存档于2024-04-21） （日语）.
148. ↑  . 小学館.   [2024-06-06] （日语）.
149. ↑  . 小学館.   [2024-09-11]. （原始内容存档于2024-11-15） （日语）.
150. ↑  . 小学館.   [2024-10-11]. （原始内容存档于2024-10-11） （日语）.
151. ↑  . 小学館.   [2024-06-06]. （原始内容存档于2022-03-19） （日语）.
152. ↑  . 東立.   [2024-06-06] （中文（臺灣））.
153. ↑  . 小学館.   [2024-06-06]. （原始内容存档于2022-03-19） （日语）.
154. ↑  . 東立.   [2024-06-06] （中文（臺灣））.
155. ↑  . 小学館.   [2024-06-06] （日语）.
156. ↑  . 小学館.   [2024-06-06]. （原始内容存档于2022-03-19） （日语）.
157. ↑  . 小学館.   [2024-06-06]. （原始内容存档于2022-03-19） （日语）.
158. ↑  . 下一部漫畫大賞.   [2021-06-19]. （原始内容存档于2021-05-10） （日语）.
159. ↑  . 宮脇書店. 2016-07-21  [2016-07-21]. （原始内容存档于2016-07-21） （日语）.
160. ↑  . 漫畫大賞.   [2021-06-19]. （原始内容存档于2021-06-04） （日语）.
161. ↑  . 小學館. 2021-01-19  [2021-06-19]. （原始内容存档于2021-06-03） （日语）.
162. ↑  . BookLive!.   [2024-08-31]. （原始内容存档于2024-08-31）.
163. ↑  . Eiga Natalie. 2024-01-04  [2024-01-04]. （原始内容存档于2024-01-07） （日语）.
164. ↑  . 音泉. 2018-01-10  [2021-06-20]. （原始内容存档于2018-01-13） （日语）.
165. ↑  . 音泉. 2018-04-04  [2021-06-20]. （原始内容存档于2018-04-06） （日语）.
166. ↑  . 音泉. 2019-07-03  [2021-06-20]. （原始内容存档于2019-07-07） （日语）.
167. ↑  . 音泉. 2019-10-02  [2021-06-20]. （原始内容存档于2019-10-03） （日语）.
168. ↑  . PR TIMES. 2021-12-22  [2022-04-03]. （原始内容存档于2021-12-24） （日语）.
169. 1 2  押野由宇. . Phil Web. 2019-07-19  [2021-06-19]. （原始内容存档于2019-12-09） （日语）.
170. ↑  . GameBiz. 2020-06-26  [2021-06-19]. （原始内容存档于2020-07-10） （日语）.
171. ↑  . PR TIMES. 2020-12-03  [2021-06-19]. （原始内容存档于2021-12-03） （日语）.
172. ↑  . Gamer. 2020-11-28  [2021-06-19]. （原始内容存档于2021-03-02） （日语）.
173. ↑  . Animate Times. 2022-04-01  [2022-04-03]. （原始内容存档于2022-03-31） （日语）.